# گورستان باولین
قبرستان باولین مربوط به دوره قاجار است و در شهرستان هرسین، بخش مرکزی، دهستان چشمه کبود، حاشیه جنوبی امامزاده باولین واقع شده و این اثر در تاریخ ۲۶ اسفند ۱۳۸۷ با شمارهٔ ثبت ۲۵۵۷۰ به‌عنوان یکی از آثار ملی ایران به ثبت رسیده است.